# Rugao

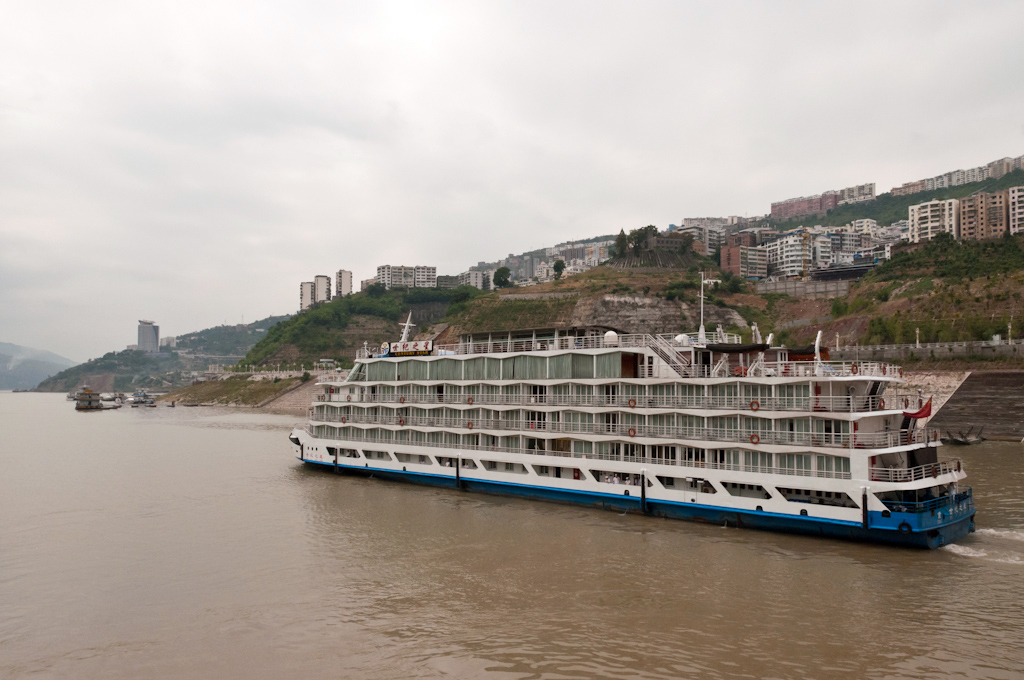

Rugao léase: Ru-Káo (en chino: 如皋市, pinyin: Rúgāo Shì, también conocida como el faisán del agua 雉水) es una ciudad-municipio bajo la administración directa de la ciudad-prefectura de Nantong. Se ubica en el Delta del río Yangtsé en la provincia de Jiangsu, República Popular China. Su área es de 1.531 km² y su población es de 1.5 millones.
Rugao es famosa mundialmente porque la esperanza de vida es muy alta, más de cuatrocientos residentes tienen más de 100 años y también es famosa por sus cometas, flores y árboles. Es el mayor centro de distribución del este de China.

## Administración
La ciudad municipal de Rugao se divide en 20 aldeas (乡).
- Rucheng
- Chaiwan
- Taoyuan
- Changjiang
- Xue'an
- Dongchen
- Dingyan
- Baipu
- Linzi
- Xiayuan
- Jiuhua
- Guoyuan
- Shizhuang
- Wuyao
- Jiang'an
- Gaoming
- Banjing
- Motou
- Yuanqiao
- Changqing

## Historia
Rugao es una de las ciudades más antiguas del delta del Yangtsé , aparecieron alrededor de 2000 años atrás. En el 441 la ciudad fue fundada bajo la era Yixi de la  dinastía Jin del este.
Durante la dinastía Sui el condado fue fusionado al condado Ninghai. En la era Wude de la dinastía Tang, el condado de Ninghai se renombró a condado Hailing. En 1940 construyó el canal Tongyang dividiendo la ciudad en dos condados:Ruxi y Rudong.En septiembre de 1945 Rugao fue restablecido.El 1 de junio de 1990, con la aprobación del Consejo de Estado, Rugao fue fundada, entró en vigor en 1991.

## Clima
Debido a su posición geográfica, los patrones climáticos en la siguiente tabla son los mismos de Nantong.  
| Parámetros climáticos promedio de Rugao (1971−2000) | Parámetros climáticos promedio de Rugao (1971−2000) | Parámetros climáticos promedio de Rugao (1971−2000) | Parámetros climáticos promedio de Rugao (1971−2000) | Parámetros climáticos promedio de Rugao (1971−2000) | Parámetros climáticos promedio de Rugao (1971−2000) | Parámetros climáticos promedio de Rugao (1971−2000) | Parámetros climáticos promedio de Rugao (1971−2000) | Parámetros climáticos promedio de Rugao (1971−2000) | Parámetros climáticos promedio de Rugao (1971−2000) | Parámetros climáticos promedio de Rugao (1971−2000) | Parámetros climáticos promedio de Rugao (1971−2000) | Parámetros climáticos promedio de Rugao (1971−2000) | Parámetros climáticos promedio de Rugao (1971−2000) |
| Mes                                                 | Ene.                                                | Feb.                                                | Mar.                                                | Abr.                                                | May.                                                | Jun.                                                | Jul.                                                | Ago.                                                | Sep.                                                | Oct.                                                | Nov.                                                | Dic.                                                | Anual                                               |
| --------------------------------------------------- | --------------------------------------------------- | --------------------------------------------------- | --------------------------------------------------- | --------------------------------------------------- | --------------------------------------------------- | --------------------------------------------------- | --------------------------------------------------- | --------------------------------------------------- | --------------------------------------------------- | --------------------------------------------------- | --------------------------------------------------- | --------------------------------------------------- | --------------------------------------------------- |
| Temp. máx. media (°C)                               | 6.8                                                 | 8.2                                                 | 12.1                                                | 18.6                                                | 24.1                                                | 27.4                                                | 30.9                                                | 30.9                                                | 26.8                                                | 22.0                                                | 15.9                                                | 9.9                                                 | 19.5                                                |
| Temp. mín. media (°C)                               | 0.2                                                 | 1.2                                                 | 4.7                                                 | 10.1                                                | 15.5                                                | 20.2                                                | 24.3                                                | 24.2                                                | 19.8                                                | 14.1                                                | 8.0                                                 | 2.2                                                 | 12.0                                                |
| Precipitación total (mm)                            | 43.5                                                | 48.9                                                | 81.3                                                | 72.8                                                | 92.7                                                | 197.2                                               | 164.5                                               | 129.5                                               | 102.8                                               | 55.7                                                | 47.7                                                | 28.3                                                | 1064.9                                              |
| Días de precipitaciones (≥ 0.1 mm)                  | 8.5                                                 | 9.1                                                 | 12.0                                                | 10.5                                                | 11.1                                                | 12.2                                                | 13.3                                                | 11.2                                                | 9.9                                                 | 8.3                                                 | 7.1                                                 | 5.4                                                 | 118.6                                               |
| Fuente: Weather.com.cn                              |                                                     |                                                     |                                                     |                                                     |                                                     |                                                     |                                                     |                                                     |                                                     |                                                     |                                                     |                                                     |                                                     |